# 北风生口岸
21°37′29″N 107°43′0.1″E / 21.62472°N 107.716694°E
北风生口岸，另译北丰生口岸，是越南广宁省海河县广德社的一个国家级口岸。该口岸位于省道340末端，通过卡隆河（中方称北仑河）与中国广西里火口岸对接，是海河县惟一的口岸。

## 历史
2014年4月18日，包括10男4女和两名孩子在内的16名中国人在北风生口岸非法入境越南，被有关机构发现和逮捕。当将他们押送到口岸，办理移交手续时，其中一些偷渡者向越方安检人员抢夺枪支暴力拒捕。事件造成7人死亡，多人受伤，死亡者中包括2名越南军人（阮明待少校和黎武越庆少尉）。